# Ruserahu
Ruserahu är en ö utanför Dagö i västra Estland. Den ligger i Käina kommun i Hiiumaa (Dagö), 130 km sydväst om huvudstaden Tallinn. Arean är 0,14 kvadratkilometer och strandlinjens längd uppgår till 1,7 km.
Terrängen på Ruserahu är mycket platt. Öns högsta punkt är 2 meter över havet. Den sträcker sig 0,4 kilometer i nord-sydlig riktning, och 0,45 kilometer i öst-västlig riktning.